# Inconscientes (banda)
Inconscientes fue un grupo de rock español formado en 2006 por el guitarrista y productor español Iñaki "Uoho" Antón (guitarrista de Extremoduro y ex de Platero y Tú). Musicalmente, los Inconscientes hacen un rock and roll clásico, al estilo de los propios Platero y Tú (influencias de Leño, AC/DC, o Status Quo), con toques al estilo de Extremoduro; que vienen dados por el historial de los músicos que lo forman y su pasado.

## Componentes
- Iñaki "Uoho" Antón (guitarra) (2006-2018)
- Jon Calvo (guitarra y voz) (2006-2018)
- Miguel Colino (bajo) (2006-2018)
- José Ignacio Cantera (batería) (2006-2018)
- Aiert Erkoreka (teclados) (2016-2018)

## Historia
A finales del año 2006 y mediante un comunicado en su página web, Robe, líder, guitarrista y cantante de Extremoduro anunció que el grupo se tomaría un descanso de al menos un año durante el cual no saldrían de gira ni sacarían nuevas canciones. A la vez se anunciaba la creación del nuevo grupo de Uoho, el otro guitarrista del grupo (y ex de Platero y Tú) con Miguel y Cantera, bajo y batería de Extremoduro. Para poner voz y crear el tándem de guitarras se buscó a Jon Calvo, voz y guitarra del grupo Memoria de Pez (anteriormente conocido como Bir Litter). El nombre original de la banda fue La Inconsciencia de Uoho, en referencia al promotor del proyecto. 
El 27 de febrero de 2007 salió al mercado su primer disco, La Inconsciencia de Uoho, de la mano de la compañía Muxik (creada por Robe y el propio Uoho) y que consta de once temas. Más tarde los componentes del grupo decidieron adoptar el nombre del disco como nombre de la propia banda y pasaron a llamarse Inconscientes.
El 16 de marzo comenzó en el Festival Sagarrondotik, en Hernani la gira del grupo, y al día siguiente tuvo lugar el concierto en el Kafe Antzokia (Bilbao) el primer gran concierto del grupo, que contó con la colaboración de Manolo Chinato, Juantxu Olano (bajista de La Gripe y ex de Platero y Tú) y José Alberto Bátiz (exguitarrista de Fito & Fitipaldis y colaborador habitual). En este concierto versionaron canciones de los grupos en los que había participado Uoho (El roce de tu cuerpo, Hay poco rock & roll y No hierve tu sangre, de Platero y Tú; A fuego, de Extremoduro; y Viento y Eterno viajero, de Extrechinato y Tú); así como de otros grupos, (Lola de Cicatriz, y Cuatro acordes de The Flying Rebollos). A lo largo de la gira versionaron más temas de éstas bandas como Voy a acabar borracho, Desertor (Platero y Tú), Ama, ama, ama y ensancha el alma (Extremoduro).
Manolo Chinato y Juantxu acompañaron al grupo durante toda la gira, y como curiosidad, Uoho continuó la tradición de terminar los conciertos con los acordes del tema de Platero y Tú Si tú te vas, (versión del conocido Rockin' all over the world, de Status Quo), como ya hacía con Platero y Extremoduro.
En 2016 durante otro parón de Extremoduro y mientras que Robe se encuentra volcado en su proyecto personal, anuncian que se encuentran preparando su nuevo trabajo, titulado Quimeras y otras realidades, para diciembre del mismo año con el que volverán a salir de gira.
El 18 de mayo de 2018, lanzan su tercer disco de estudio, titulado No somos viento.

## Discografía

### Álbumes
- La Inconsciencia de Uoho (2007), Muxik.
- Quimeras y otras realidades (2016), El Dromedario Records.
- No somos viento (2018), El Dromedario Records.

### En directo
- Directo en la Penélope (2017), El Dromedario Records.

### Sencillos
- Otra realidad (Quimeras y otras realidades, 2016), El Dromedario Records.
- Arden las sábanas (Directo en la Penélope, 2017), El Dromedario Records.
- No somos viento (No somos viento, 2018), El Dromedario Records.
- Todas las calles tienen tu nombre (No somos viento, 2018), El Dromedario Records.

### Videoclips
- Andar del revés, (2007).
- El último hombre libre, (2016).
- Detrás del universo, (2017).
- Mi desierto, (2017).
- No somos viento, (2018).